# Xã Steel Creek, Quận Holt, Nebraska
Xã Steel Creek (tiếng Anh: Steel Creek Township) là một xã thuộc quận Holt, tiểu bang Nebraska, Hoa Kỳ. Năm 2010, dân số của xã này là 32 người.